# 黔バウィ駅
黔バウィ駅（コムバウィえき）は、大韓民国仁川広域市西区黔岩洞にある仁川交通公社（仁川都市鉄道）2号線の駅である。駅番号はI208。
「バウィ（바위）」は「岩」の意の固有語で、隣の黔岩駅と意味は同じである（黔岩洞の中心部へは当駅の方が近い）。中国語での表記は「黔石」とされている。

## 駅構造
相対式ホーム2面2線の高架駅。

### のりば
| 上り | ●2号線 | 黔岩・黔丹梧柳方面       |
| 下り | ●2号線 | 朱安・仁川市庁・雲宴方面 |

## 駅周辺
- カンジェウル初等学校
- カンジェウル中学校
- 西仁川高等学校
- 大仁高等学校
- 黔岩洞聖堂

## 歴史
- 2015年10月5日：駅名が黔バウィ駅に確定[1]。
- 2016年7月30日：2号線開通と同時に営業開始[2]。

## 隣の駅
仁川交通公社（仁川都市鉄道）
●2号線
黔岩駅 (I207) - 黔バウィ駅 (I208) - アシアード競技場駅 (I209)